# 통일맞이
통일맞이는 남북통일을 민족공동체의 대화합 속에서 평화적으로 이룩하는 것을 사명으로 하는 운동체이다. 통일맞이 칠천만겨레모임(1994년 4월 21일 창립)과 문익환목사기념사업회(1995년 8월 8일 창립)가 1998년 6월 1일 통합하여 재창립한 단체이며, 1999년 2월 3일부로 통일부로부터 법인설립을 인가받았다.

## 이사장
- 이창복

## 같이 보기
- 김상근
- 문익환
- 박용길
- 이해학